# STVホール名人会
STVホール名人会とは、STVラジオで1973年10月14日から1999年10月23日まで放送された落語の公開収録番組。

## 概要
寄席がない北海道で月1回の落語を聞かせた。
STVホールで1973年11月19日に第1回の公演が行われ、1999年9月の第306回の公演で終了した。
1984年3月まで独立した番組であったが、1984年4月7日から最終回までは「ウイークエンドバラエティ 日高晤郎ショー」の箱番組(10:25頃から)として放送された。
2017年10月7日から2018年3月24日まで、土曜日17:00-17:30に「STVホール名人会傑作選」として再放送された 。

## 出演者
- 単独番組時代
  - 初代:岩瀬富美雄
  - 二代目:伊奈トオル[5]

- 傑作選
  - 工藤じゅんき